# Wen (Jiaozuo)
Wen (chinesisch 溫縣 / 温县, Pinyin Wēn Xiàn) ist ein Kreis in der chinesischen Provinz Henan. Er gehört zum Verwaltungsgebiet der bezirksfreien Stadt Jiaozuo. Wen hat eine Fläche von 473,4 km² und zählt 420.900 Einwohner (Stand: Ende 2018). Sein Hauptort ist die Großgemeinde Wenquan (溫泉鎮 / 温泉镇,  Wēnquán Zhèn).
Der Cisheng-Tempel (慈勝寺 / 慈胜寺,  Císhèng sì) steht seit 2001 auf der Liste der Denkmäler der Volksrepublik China (5-350).